# Cerynea nigropuncta
Cerynea nigropuncta là một loài bướm đêm trong họ Erebidae.